# 克羅埃西亞國徽
克羅埃西亞國徽由一個大盾牌和五個小盾牌組成。印有克罗地亚棋盘图的大盾牌是中世紀克羅埃西亞國王的標誌。大盾牌上面的五個小盾牌象徵組成克羅埃西亞的五個歷史地區，由左至右分別是克罗地亚王国、拉古薩共和國、達爾馬提亞、伊斯特里亞、斯拉沃尼亚。

## 另見
- 克羅埃西亞國旗